# Jurij Duď
Jurij Aleksandrovič Duď  (rusky  Ю́рий Алекса́ндрович Дудь; * 11. října 1986, Postupim, Německá demokratická republika) je ruský novinář ukrajinského původu, dokumentarista, video bloger a televizní a rozhlasový moderátor. V letech 2011–2018 byl šéfredaktorem internetového portálu Sports.ru, od září 2018 je zde zástupcem generálního ředitele. Od roku 2017 provozuje YouTube kanál „vDuď“ (вДудь), na kterém zpovídá známé osobnosti z Ruska a dalších postsovětských států a vydává autorské dokumentární filmy. V březnu 2024 měl tento kanál více než 10,3 milionu odběratelů a více než 2,1 miliardy zhlédnutí.

## Život
Jurij Duď se narodil 11. října 1986 ve východoněmecké Postupimi. Jeho otcem je Aleksander Petrovič Duď (narozen v roce 1957), vedoucí vojenské katedry Moskevské státní technické univerzity N. E. Baumana, doktor vojenských věd, profesor, vyznamenaný vysokoškolský pracovník Ruské federace, čestný pracovník v oblasti vyššího odborného vzdělávání a řádný člen Akademie vojenských věd. Jeho matkou je Anna Stěpanovna Duď (nar. 1957) – učitelka chemie na „Moskevské střední speciální škole olympijské rezervy“. Jurij Duď se označuje za člověka ukrajinského původu s ruskou identitou.
V roce 1990 se rodina přestěhovala do Moskvy, kde Duď nastoupil na Střední školu č. 1246 v rajónu Metrogorodok. Jako dítě hrál fotbal a snil o tom, že se stane brankářem, ale v deseti letech s hraním přestal kvůli záchvatům bronchiálního astmatu. Od 11 let začal psát texty se sportovní tematikou pro mládežnické noviny. Od dubna 2000 do března 2001 působil jako sportovní redaktor v novinách Segodňa. Od dubna 2001 pracoval jako nezávislý korespondent pro celostátní deník Izvestija. V roce 2003 se stal zaměstnancem těchto novin na plný úvazek a působil zde až do roku 2006. V letech 2006–2007 pracoval v časopise PROsport, souběžně (do března 2007) publikoval v deníku Vedomosti. V roce 2008 promoval na Fakultě žurnalistiky Moskevské státní univerzity.
Jeho manželkou je Olga Duď (rozená Boneva, narozena 1. prosince 1984), absolventka Ruské technologické univerzity, se kterou má dceru Alenu (nar. 2008) a syna Danilu (nar. 2013).

## Kariéra (2011–2020)
Od dubna 2011 do ledna 2012 pracoval jako zvláštní zpravodaj a komentátor ve sportovní redakci společnosti NTV-Plus. Na podzim 2011 byl jmenován šéfredaktorem portálu Sports.ru, od září 2018 změnil pozici na zástupce generálního ředitele.
Od 16. února 2012 do 20. června 2013 moderoval program „Udar golovoj“ (tj. „Hlavička“) na televizním kanálu Rossija-2, kde nahradil Nikitu Belogolovceva. Od dubna 2012 do února 2013 také komentoval zápasy anglické Premier League (sezóny 2011/2012 a 2012/2013) na dalším sportovním kanálu Všeruské státní televizní a rozhlasové společnosti „Sport 1“. Kromě toho v této době uváděl na kanále Rossija-2 společně s Vladimirem Stognijenkem dokumentární cyklus o životě amatérského klubu „Sparta“ s názvem 30 spartancev („30 sparťanů“). Všeruskou státní televizní a rozhlasovou společnost však opustil po zrušení jeho pořadu „Udar golovoj“.
Od listopadu 2013 do února 2015 moderoval informační program „Utro v Moskve“ („Ráno v Moskvě) na rozhlasové stanici „Siti FM“ až do uzavření rádia, přičemž spolupracoval s Annou Abakumovou a Jelenou Perovou. Později se podílel na obsazení hlavní sportovní rubriky v tehdy nejsledovanější ruskojazyčné talk show „Večernij Urgant“ na Prvním kanálu (Pervyj kanal).
V letech 2015–2017 byl autorem a moderátorem programu „KuľTura“ na Matč TV, kde dělal rozhovory se slavnými fotbalisty a trenéry. Program byl ukončen v souvislosti s problémy s jeho návratností a odchodem hlavního sponzora na konci roku 2016.
Dne 7. února 2017 spustil Duď na YouTube kanál vDud' (вДудь), na kterém zpovídá slavné lidi, novináře, podnikatele, osobnosti kultury, internetu a politiky.
V roce 2017 se zúčastnil reklamní kampaně na aplikaci VEON, načež se stal tváří značky Alfa-Bank pro rok 2018. Také v předvečer mistrovství světa ve fotbale 2018 se zúčastnil reklamní kampaně a stal se tváří značky Head & Shoulders. Roku 2017 si zahrál sám sebe v klipu Vasji Oblomova k písni „Něsti chernju“ (Нести херню).
Mezi ruskými celebritami obsadil 50. místo v hodnocení časopisu Forbes, zveřejněném na konci července 2018. V lednu 2019 se stal jedním z vlastníků portálu Sports.ru a získal 0,5 % podílu na základním kapitálu společnosti Sports.ru.
V roce 2019 vytvořil Duď dva dokumenty o historii Ruska: Kolyma – vlast našeho strachu a Beslan. Pamatuj. V únoru 2020 zveřejnil dokument o šíření HIV v Rusku pod názvem HIV v Rusku – epidemie, o které se nemluví.

## Duď a Ruská federace (2021–současnost)

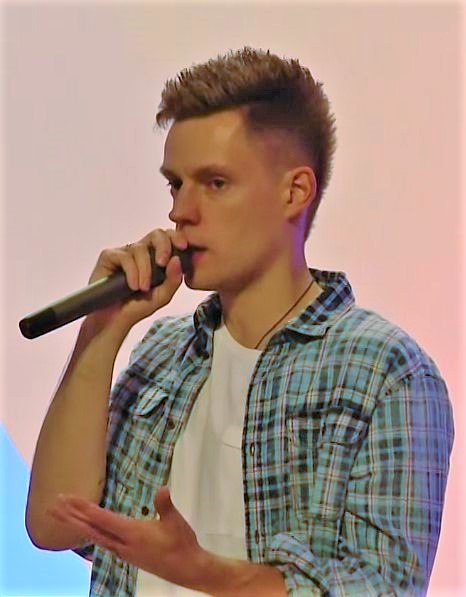
Jurij Duď na fóru MediaProof v Nižněkamsku v roce 2017

V dubnu 2021 iniciovala ruská polovládní organizace „Liga bezopasnogo intěrněta“ („Liga bezpečného internetu“) inspekci ministerstva vnitra proti Juriji Duďovi na základě jeho dvou rozhovorů s rapperem Morgenšternem a blogerem Ivangajem, v nichž zástupci této organizace viděli známky propagace užívání nelegálních látek. Případ proti Duďovi byl zahájen 10. června. Dne 20. října 2021 mu Zjuzinský okresní soud města Moskvy vyměřil správní pokutu ve výši 100 000 rublů. O měsíc později tento soud zamítl Duďovu žalobu a uznal rozhodnutí za zákonné.
V únoru 2022 Duď veřejně odsoudil ruskou invazi na Ukrajinu. Prostřednictvím svého instagramového účtu apeloval na okolí Vladimira Putina, aby „mu vysvětlilo, jaká katastrofa se právě teď děje“. Jeho protiválečný příspěvek na Facebooku získal přes 1 milion lajků. Invazi popsal jako „imperiální šílenství“, jehož se nechce účastnit.
Dne 10. března 2022 byl Duďův kanál na YouTube v Bělorusku oficiálně označen jako extrémistický. Stalo se tak po zveřejnění videí: „Komissarenko – nový život po protestech v Bělorusku“, „Jak žít, když jsou připraveni o vlast“ a „NEXTA – hlavní média běloruského protestu“.
Stížnost na jeho protiválečné posty byla podána generálnímu prokurátorovi Ruské federace a ministerstvu spravedlnosti, načež byl 15. dubna 2022 v registru masmédií označen jako „zahraniční agent“. Po odjezdu z Ruska pokračuje Duď ve své práci z Istanbulu.

## Dokumentární filmy

### Kolyma – vlast našeho strachu
V dubnu 2019 vydal 137minutový dokumentární film Kolyma – vlast našeho strachu (Колыма – родина нашего страха), v němž projížděl po Federální silnici M56 „Kolyma“, nazývané také „Cesta kostí“, kterou postavili oběti stalinských represí a hovořil s místními obyvateli. Vyzpovídal také herce a zpěváka Jefima Šifrina a raketového inženýra Sergeje Koroljova. Podle autora byla jedním z důvodů natočení filmu nedávná studie Všeruského centra pro výzkum veřejného mínění (VTsIOM, rusky ВЦИОМ), která ukázala, že téměř polovina Rusů ve věku 18 až 24 let nikdy neslyšela o Stalinových zločinech.

### Beslan. Pamatuj
Dne 2. září 2019 vyšel dokumentární film Beslan. Pamatuj (Беслан. Помни) na připomínku tragédie, ke které došlo v rámci druhé čečenské války v beslanské škole 1. září 2004. Důraz je přitom kladen na roli ruského státu v této tragédii. Sám Duď na začátku filmu říká: „Stát udělal chyby, které vedly k problémům. Nyní musí poskytnout maximální péči všem, kteří trpěli. A pouze touto péčí si bude moci vysloužit odpuštění a poté i důvěru lidí.“
Film je postaven na rozhovorech s přímými účastníky těchto událostí: rukojmími, novináři, aktivisty a úředníky. Prostor je tedy věnován také prezidentovi sousedního Ingušska Ruslanu Auševovi, což byl jediný vyjednavač, který vstoupil do dobyté školy, a Tajmurazovi Mamsurovi, bývalému prezidentovi ruské Severní Osetie.
Za pouhé čtyři dny film zhlédlo deset milionů lidí.
Kvůli důrazu na selhání ruského státu v této tragédii se po odvysílání filmů rozhořely nejrůznější kontroverze na sociálních sítích. List Novaja gazeta pochválil jasné, rovnoměrné a detailní pojmenování tehdejších událostí, publikace Argumenty i fakty však Duďovi vyčítá, že nerozumí práci protiteroristických jednotek.

### HIV vRusku – epidemie, okteré se nemluví
180minutový film HIV v Rusku – epidemie, o které se nemluví (ВИЧ в России – эпидемия, про которую не говорят) publikovaný 11. února 2020 je věnován více než 1 milionu lidí s HIV, kteří žijí v Rusku. Pro pojednání tématu však nebyl zvolen statistický přístup, ale rozhovory s lidmi, „kteří jsou – podle autora – v Rusku neustále diskriminováni, lidé se jim vyhýbají a pohrdají jimi.“ Za pět dní film získal 12 milionů zhlédnutí. Dne 14. února zorganizoval místopředseda Státní dumy pro ochranu zdraví Fedot Tumusov promítání v budově Státní dumy, což vedlo i k analýze účinnosti opatření na celostátní úrovni.
Po uvedení filmu se podle Google zvýšil zájem o zakoupení testu na HIV 56krát. Akademik Vadim Pokrovskij, šéf Federálního vědeckého a metodického centra pro prevenci a kontrolu AIDS, navíc uvedl, že se Rusové o testování na HIV začali více zajímat. Zejména na klinikách v Petrohradě bylo dvakrát tolik lidí, kteří si přáli anonymně testovat na HIV, a v Krasnojarsku se na testování tvořily obrovské fronty.

### Jak funguje hlavní IT-město světa
Dne 23. dubna 2020 vyšel 187minutový dokumentární film o prostředí Silicon Valley (Как устроена IT-столица мира). Duď hovořil s osmi ruskými podnikateli, kteří v údolí působí. Film se okamžitě dostal mezi trendy na ruskojazyčném YouTube, za necelý týden ho zhlédlo více než 13 milionů lidí. Dokumentu byl na jedné straně vyčítán sexismus (nedostatek ženských hrdinek), na druhé straně bylo kritizováno, že líčí údolí coby ideální místo pro podnikání a motivuje tak IT-specialisty k odchodu z Ruska.

### Proč se vRusku mučí
Dne 7. prosince 2021 byl zveřejněn 140mimutový film o mučení v Rusku (Почему в России пытают), v němž Duď ukazuje lidi, kteří prošli mučením a rovněž lidskoprávní aktivisty a organizace, které se tímto problémem zabývají. Za méně než dva dny získal film přes 2 miliony zhlédnutí.

### Člověk včase války
Dne 11. dubna vyšel film Člověk v čase války (Человек во время войны) o práci dobrovolníků pomáhajícím uprchlíkům z Ukrajiny.

## Ocenění a nominace
- 2016 – Cena „GQ Čelovek goda“ v nominaci pro televizní tvář (program KuľTura)
- 2017 – Cena „GQ Čelovek goda“ v nominaci pro televizní tvář
- 2017 – Novinářská cena „Redkollegija“ za dokumentární film Sergej Bodrov – hlavní ruský superhrdina
- 2018 – Cena Glamour Influencers Awards 2018 v nominaci „#glam_youtube“
- 2019 – Cena „GQ Čelovek goda“ v nominaci za televizní tvář
- 2019 – Cena „Professija – žurnalist“ od veřejnoprávní organizace Otkrytaja Rossija v nominaci na videodokument za film Beslan. Pamatuj
- 2020 – Cena „Redkollegija“ za film HIV v Rusku – epidemie, o které se nemluví
- 2020 – Cena „Professija – žurnalist“ od veřejnoprávní organizace Otkrytaja Rossija v nominaci za videodokumenty Navalnyj – rozhovor po otravě a Kamčatka – zapomenutý poloostrov
- 2021 – Cena „Redkollegija“ za film Proč se v Rusku mučí
- 2022 – 6. místo v žebříčku vlivu Romir Influence Ranking